# Fenacetina
La fenacetina es un fármaco que se empleó como analgésico y antipirético en medicina humana y veterinaria durante muchos años. Se introdujo en terapia en 1887 y se utilizó ampliamente en productos de combinación de analgésicos hasta que estuvo implicado en enfermedades renales (nefropatía por analgésicos) debido al abuso de analgésicos. La fenacetina también se usó una vez como estabilizante para el peróxido de hidrógeno en preparaciones blanqueadoras del cabello. Su metabolito activo es el acetaminofén (o paracetamol), que hoy se comercializa por separado como monofármaco o en combinación.

## Características
La fenacetina es un derivado de la acetanilida. Se consideró una alternativa efectiva al ácido acetilsalicílico (Aspirina®). Tiene efectos analgésicos y antipiréticos que no difieren significativamente de la aspirina, pero no causa erosión o irritación de la mucosa gástrica, ni el sangrado que pueden ocurrir con el tratamiento con salicilatos. Sin embargo, a diferencia de la aspirina, no es inhibidor de la ciclooxigenasa y no tiene propiedades antiinflamatorias. Clínicamente, se prefiere su metabolito, el acetaminofen, a la fenacetina, ya que tiene menos toxicidad general a dosis indicadas.
Las combinaciones de analgésicos que integraban la fenacetina se comercializaron en forma de comprimidos o cápsulas conteniendo entre 150 y 300 mg de fenacetina. Las combinaciones comunes eran con: ácido acetilsalicílico, cafeína o fosfato de codeína.
La fenacetina se retiró del mercado en el Canadá en 1978, en el Reino Unido en 1980 y en los Estados Unidos de América en 1983. En México se sigue comercializando en la marca Dual's Nordin para adulto (250 mg) y para niños (25 mg); ambas en combinación con cafeína y ácido acetilsalicílico.
En la mayoría de los países los productos de venta sin receta de analgésicos que contienen fenacetina han sido legalmente prohibidos. Por ejemplo, en Australia, las mezclas de analgésicos que contienen fenacetina fueron legalmente prohibidas en 1977, en Bélgica en 1987, en Alemania en 1986 y en Dinamarca en 1985.

## Problemas
Se han registrado muchos reportes de casos de tumores pélvicos renales y otros tumores uroteliales en pacientes que usaron grandes cantidades de productos analgésicos que contienen fenacetina. Existe evidencia suficiente en humanos de la carcinogenicidad de las combinaciones de analgésicos que contienen fenacetina. Estas mezclas analgésicas con fenacetina causan cáncer de la pelvis renal y del uréter. También existen pruebas suficientes en humanos de la carcinogenicidad de la fenacetina sola. La fenacetina causa cáncer de la pelvis renal y del uréter.